# Dennis P. Curran

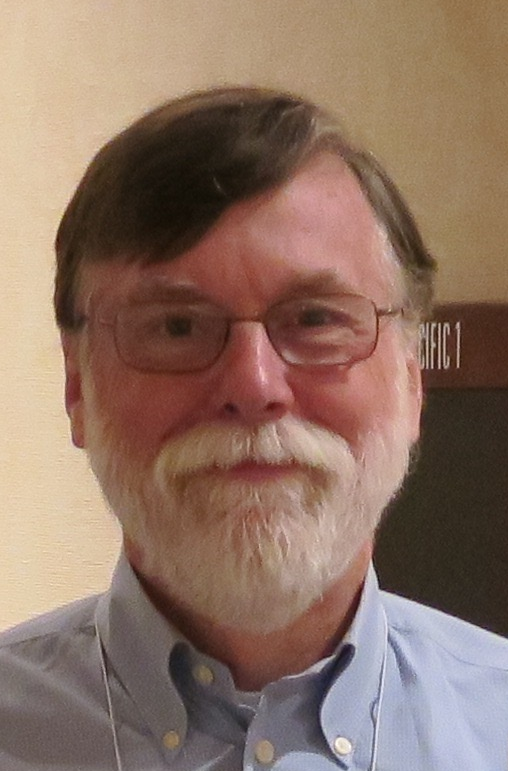
Dennis P. Curran

Dennis Patrick Curran  (* 10. Juni 1953 in Easton, Pennsylvania) ist ein US-amerikanischer Chemiker. Er befasst sich mit der Chemie von Radikalen, organischer Synthese und Fluor-Chemie.
Curran besuchte das Boston College mit Bachelor-Abschluss 1975 und wurde 1979 an der University of Rochester bei Andrew S. Kende mit dem Thema Part I. The total synthesis of juncusol ; Part II. The total synthesis of podophyllin lignan lactones in Chemie promoviert. Als Post-Doktorand war er an der University of Wisconsin bei Barry Trost. 1981 wurde er Assistant Professor und später Professor an der University of Pittsburgh. Er ist dort seit 1995 Distinguished Service Professor und seit 1996 Bayer Professor. 2011 war er Gastprofessor in Osaka und Münster, 2007/2008 an der Universität Paris (Blaise Pascal Professur) und 2007 am Tokyo Institute of Technology.
Er befasst sich mit organischer Synthese insbesondere mit Fluor-Radikalen und gründete 2000 Fluorous Technologies (FTI) zur Anwendung der Fluor-Chemie, dessen Chefwissenschaftler er bis 2012 war. Von ihm und seiner Gruppe entwickelte Camptothecine (Silatecane)  sind in präklinischen Tests als Krebsmedikament (2012). Er veröffentlichte über 350 Arbeiten und hält über 30 Patente.
Curran erhielt den Humboldt-Forschungspreis (1998), den Arthur Cope Award, den ACS Award for Creativity in Organic Synthesis (2000), den Jansen-Preis (1998) und 2010 wurde er Ehrendoktor der Universität Paris. Von 1985 bis 1987 war er Sloan Research Fellow. 1994 war er Reichstein Professor an der Universität Basel und war 1994 Fellow der Japan Society for the Promotion of Science. Er ist Fellow der American Association for the Advancement of Science und der American Chemical Society (2009). Er gehört zu den obersten 100 ISI Highly Cited Researchers in Chemie. Er erhielt den Ernest Guenther Award für 2014.

## Schriften
- Herausgeber mit John A. Gladysz, István T. Horváth: Handbook of Fluorous Chemistry, Wiley-VCH 2004
- mit Ned A. Porter, Bernd Giese: Stereochemistry of radical reactions: concepts, guidelines, and synthetic applications, VCH 1996